# Murilo Sartori
Murilo Setin Sartori (Americana, 18 maggio 2002) è un nuotatore brasiliano, specializzato nello stile libero.

## Biografia
Ha rappresentato la Brasile ai Giochi olimpici estivi di Tokyo 2020, classificandosi ventiquattresimo nei 200 metri stile libero e ottavo nella staffetta 4x200 metri stile libero.
È stato vincitore della medaglia di bronzo ai mondiali in vasca corta di Abu Dhabi 2021 nella 4x200 metri stile libero.

## Palmarès
- Mondiali in vasca corta

Abu Dhabi 2021: bronzo nella 4x200m sl.
- Giochi panamericani

Santiago del Cile 2023: oro nella 4x200m sl, bronzo nei 200m sl.
- Campionati sudamericani

Buenos Aires 2021: oro nei 400m sl e nella 4x200m sl.
- Giochi olimpici giovanili

Buenos Aires 2018: argento nella 4x100m sl.
- Mondiali giovanili

Budapest 2019: bronzo nei 200m sl.